# 佐利足球會
佐利足球會（英語：Chorley Football Club）是一支位於英格蘭喬利的職業足球會，目前於英格蘭足球全國聯賽北角逐。

## 外部連結
- Official website（页面存档备份，存于）
- Official Twitter（页面存档备份，存于）
- Official Facebook Page（页面存档备份，存于）
- Magpies In Space
- The Magpies Trust
- MagpieWatch – Online Matchday Commentary Service